# Isla del Corno
La Isla del Corno (en italiano: Isola del Corno también llamada La Piramide; "La Pirámide" o Islote del Corno; Isolotto del Corno) es una isla deshabitada que está situada a un kilómetro al oeste del Cabo Sándalo (Isla de San Pietro), forma parte del Archipiélago de Sulcis, en la región de Cerdeña en el país europeo de Italia.
La isla es en su mayoría rocosa y alcanza una altura máxima de 15 metros, mientras que su superficie es de aproximadamente 2000 metros cuadrados. Por la claridad de sus aguas y la riqueza marina es un destino popular para los amantes del buceo.